# Angela Ganninger
Angela Ganninger (* 19. Juni 1965 in Königstein im Taunus) ist eine deutsche Diplomatin. Seit 2025 ist sie Botschafterin in Rumänien. Von 2018 bis 2022 war sie Botschafterin Botschafterin in der Republik Moldau.

## Laufbahn
Ganninger begann nach dem Abitur 1984 den Vorbereitungsdienst für den gehobenen Auswärtigen Dienst, den sie 1987 abschloss. Nach einer Verwendung an der Botschaft Nikosia studierte Ganninger von 1988 bis 1995 Volkswirtschaftslehre an der Fernuniversität Hagen und in Konstanz. Nach dem Abschluss des Studiums absolvierte sie von 1996 bis 1998 den Vorbereitungsdienst für den höheren Auswärtigen Dienst und war anschließend in der Zentrale des Auswärtigen Amts tätig.
Im Jahr 2000 wurde sie an die Botschaft Abidjan (Elfenbeinküste) entsandt, wo sie bis 2002 blieb. Nach einer kurzen Zeit an der Botschaft Bamako (Mali) wurde sie 2002 an die Botschaft Tel Aviv (Israel) versetzt. 2005 kam sie zurück zum Auswärtigen Amt in Berlin und ging 2008 an die Ständige Vertretung bei der EU in Brüssel. Von 2009 bis 2011 war sie wiederum im Auswärtigen Amt tätig, bevor sie 2011 an die Botschaft Athen (Griechenland) kam. Von 2012 bis 2014 wurde sie erneut bei der Ständigen Vertretung bei der EU eingesetzt und von 2014 bis 2018 war sie Referatsleiterin im Bundespräsidialamt.
2018 wurde Ganninger als Botschafterin nach Chișinău (Republik Moldau) entsandt und dort am 20. September 2018 von Präsident Igor Dodon zur Überreichung ihres Beglaubigungsschreibens empfangen. 2022 folgte ihr Margret Uebber in diesem Amt nach und Ganninger wechselte als Gruppenleiterin in das Bundeskanzleramt. Sie war stellvertretende außenpolitische Beraterin und Leiterin der Gruppe Globale Fragen, Subsahara-Afrika, Entwicklungspolitik, Auswärtige Migrationspolitik, im Bundeskanzleramt.
Im  Juli 2025 wurde Ganninger deutsche Botschafterin in Rumänien.